# Geschiedenis van het onderzoek naar dyslexie
Het onderzoek naar dyslexie kwam op gang aan het einde van de 19de eeuw in Duitsland toen sinds de eenwording tot het Duitse Keizerrijk in 1871 omwille van het bevorderen van de nationale eenheid gestreefd werd naar het invoeren van een standaardtaal en de leerplichtwet werd ingevoerd. 
De historische context rond de invoering van de leerplicht en de opkomst van dyslexie als een erkende aandoening in Duitsland is veelzijdig en diep geworteld in de sociaal-politieke ontwikkelingen van de 19e eeuw.

## Duitsland
Met ontstaan van het Duitse Keizerrijk in 1871 volgde een nationale eenwording. In het autoritair geregeerde en door Pruisen gedomineerde keizerrijk kwam een geforceerde modernisering tot stand, waarbij nu juist Duitsland ver voor kwam te liggen op allerlei ontwikkelingen in vele andere landen. Dit betrof in de eerste plaats de invoering van de leerplicht (die in Pruisen al eerder bestond) en het door de overheid opleggen van een nationale standaardtaal, In het onderwijs werd dan ook een belangrijke rol toegekend aan het taalonderwijs. 
Het belangrijkste kenmerk van een standaardtaal vormen de vaststelling van regels en normen voor de grammatica, spelling, uitspraak en woordenschat van de taal. Een standaardtaal wordt vaak geassocieerd met prestige en erkend als de officiële of meest formele vorm van de taal die wordt gebezigd in formele situaties, zoals in de media, het onderwijs en de literatuur.
Een standaardtaal wordt over het algemeen gesproken en begrepen door een groot aantal mensen uit meerdere regio´s middels een gemeenschappelijke taal met elkaar verbindt.
Het invoeren van het Hochdeutsch als standaardtaal in Duitsland onder het Duitse Keizerrijk na 1871 was een belangrijke stap in het vaststellen van een gemeenschappelijke taal voor het hele land. Dit hielp bij het bevorderen van een gevoel van nationale eenheid en communicatie tussen verschillende regio's.
Door de extra aandacht voor het taalonderwijs zouden juist in Duitsland vervolgen al vrij spoedig de moeilijkheden werden opgemerkt, die een betrekkelijk grote minderheid van de leerplichtige kinderen  bleek te ondervinden bij het leren lezen en schrijven van de door de centrale overheid opgelegde standaardtaal om een einde te maken aan de veelheid van verschillende dialecten in het eeuwenlang versnipperde land.
Die geconstateerde moeilijkheden baarden in het nationalistische Duitsland zowel zorgen over de kwaliteit van het onderwijs (de invoering van de leerplicht ging namelijk gepaard met de invoering van een onderwijsinspectie als over de leervaardigheid van een deel van de Duitse jeugd. Die moeilijkheden konden niet worden genegeerd.
Al spoedig zou het dan ook onderwerp worden van wetenschappelijk onderzoek: om meer te weten te komen over de oorzaak of achtergrond van de door betreffende kinderen ondervonden moeilijkheden, en ook om te zien of er alternatieve onderwijsmethoden konden worden bedacht waarmee die moeilijkheden in een vroeg stadium konden worden onderkend en al dan niet enigszins konden worden ondervangen. 

## Misverstand over zogenaamde woordblindheid
Omtrent dyslexie zou aanvankelijk nog ten onrechte gesproken over ¨woordblindheid¨: de letterlijke vertaling van de Duitse term "Wortblindheit", die gebezigd werd door de eerste onderzoekers in Duitsland. 
Dat het nieuwe Duitse Keizerrijk het eerste land was waar dit aanvankelijk als woordblindheid betiteld verschijnsel werd opgemerkt en wetenschappelijk zou worden onderzocht was beslist geen toeval. Een belangrijke verklaring was die leerplicht en het daarbij toegekend belang aan het taalonderwijs, als onderdelen van de onder de eerste rijkskanselier Otto von Bismarck geforceerde modernisering, zoals het destijds ook al het eerste land in Europa was dat bepaalde sociale voorzieningen invoerde. 
Het nieuwe, door het voormalige koninkrijk Pruisen gedomineerde Duitse keizerrijk werd ook gekenmerkt door bureaucratie en militarisme. Daarbij was uiteraard in het bestuur en in de krijgsmacht voldoende van belang dat de speciaal opgeleide ambtenaren en officieren de nagestreefde standaardtaal en ook het lezen en schrijven ervan voldoende beheersten.
Door die geforceerde modernisering en met name daarbij dat streven naar de invoering van een standaardtaal werd dan ook in het nieuwe onderwijssysteem een hoge prioriteit toegekend aan het taalonderwijs. 
De betreffende moeilijkheden bestonden waarschijnlijk reeds eeuwen, doch waren door het ontbreken van een leerplicht en waardering voor goed taalonderwijs lange tijd niet of nauwelijks opgemerkt of dusdanig als problematiek en onderwerp van onderzoek herkend.

## Aan de ontdekking voorafgaande sociaal-politieke factoren
De autoritaire Von Bismarck kwam met supraregionale wetten (die dus voor het hele Rijk golden), om snel de enorme verschillen tussen de diverse Duitse staten te verkleinen door standaardisering van taal en wetgeving, inclusief de invoering di leerplichtwet. 
Omwille van het smeden van de gewenste sterkere nationale eenheid werd er daarbij met name grote waarde gehecht aan les in de Duitse taal. 
Deze algehele nationale leerplichtwet werd van cruciaal belang geacht in het streven naar uniformiteit en sterkere nationale eenheid. De wet die de leerplicht instelde voor kinderen van 6 tot 14 jaar werd bekend als de Reichsschulpflichtgesetz van 1871 (ter vergelijking: in Nederland werd de Leerplichtwet pas in 1901 ingevoerd: 30 jaar later.
De standaardisering van de Duitse taal werd in de praktijk bevorderd door de uitbreiding van het onderwijs en de invloed van de media, zoals kranten en boeken, die allen in het Hoogduits werden gepubliceerd: dit werd beschouwd als de standaardtaal. De verlangde standaardisering werd verder versterkt door de verspreiding van grammaticaboeken en woordenboeken, zoals die van de gebroeders Grimm.

### Sporadische eerdere aanwijzingen
Het vermoeden dat de betreffende moeilijkheden met het leren lezen en schrijven reeds eeuwenlang bestonden, doch amper aandacht hadden gekregen, lijkt te worden bevestigd enkele oudere beschrijvingen van lees- en schrijfproblemen, die reeds wezen (of konden wijzen) op symptomen van dyslexie avant-la-lettre:
- Johann August Philipp Gesenius (1786-1842): deze Duitse filoloog en lexicograaf beschreef reeds problemen bij studenten met lezen en schrijven, wat kan duiden op vroege observaties van dyslexie-achtige symptomen.

- Samuel Heinicke (1727-1790): deze Duitse pionier in het onderwijs voor doven, beschreef ook leesproblemen die hij waarnam bij sommige van zijn studenten.

### Aandacht na de invoering van de leerplichtwet
De lange tijd niet opgemerkte of genegeerde problematiek bij het leren lezen en schrijven zou zich steeds duidelijker gaan manifesteren door de invoering van de wettelijke leerplicht. 
In sommige delen van Duitsland bestond die leerplicht trouwens reeds voor de moeizame nationale eenwording, die meer dan een halve eeuw geduurd (1815-1871: de zogenaamde periode van ¨een Duitse natie zonder rijk¨). 
Tijdens de Franse bezetting onder Napoleon Bonaparte had het land reeds kennisgemaakt met een door de bezetters ingevoerde eenheidswetgeving. In Frankrijk had zich echter reeds eind 18e eeuw een burgerlijke revolutie voorgedaan, die echter was uitgelopen op een dictatuur: bonapartisme. Doordat zich in Duitsland, dat versnipperd was onder vele grote en kleine tot zelfs zeer kleine vorstendommen niet een dergelijke revolutie had voorgedaan, verkeerden grote delen ervan daarentegen nog in een grotendeels feodale toestand.
De ingevoerde leerplichtwet was bedoeld om  alle kinderen in het rijk een basisopleiding te bieden, wat niet alleen bijdroeg aan de algemene ontwikkeling, maar ook aan de eenheid van de staat door een gemeenschappelijk onderwijsstelsel.
Om een sterkere nationale eenheid te smeden, werd dan ook zeer grote waarde gehecht aan onderwijs in een standaardversie van de Duitse taal, vergelijkbaar met het "Algemeen Beschaafd Nederlands" (ABN) in Nederland. Deze standaardversie van de Duitse taal werd gebruikt in scholen en officiële communicatie. Het doel was een uniforme taalbasis te creëren, die de vele dialecten en regionale varianten van het Duits zou overbruggen.
Naast de invoering van leerplicht werd er ook een systeem van onderwijsinspectie opgezet: om toezicht te houden op de kwaliteit van het onderwijs en de behaalde resultaten.
De onderwijsinspectie door de nationale overheid stond bekend als de Reichsschulinspektion. Deze inspectie had de taak  te controleren of scholen voldeden aan de nationale onderwijsstandaarden en om de kwaliteit van het onderwijs te waarborgen. Inspecteurs bezochten scholen, beoordeelden lesmethoden, controleerden de aanwezigheid van leerlingen en beoordeelden de prestaties van zowel leerlingen als leraren.
Dit streven naar verbetering van de onderwijskwaliteit in het Duitse Keizerrijk zorgde ervoor dat leerproblemen, zoals dyslexie, meer zichtbaar werden en systematisch konden worden bestudeerd.
- In 1872 werd in het hertogdom Braunschweig (het gebied waar in 1881 de eerste onderzoeken naar de geconstateerde problematiek zouden plaatsvinden) die leerplichtwet ingevoerd: dit kan ertoe hebben bijgedragen dat symptomen van lees- en schrijfproblemen bij schoolgaande kinderen duidelijker naar voren kwamen.

- Stuttgart (waar in 1887 een verder onderzoek zou plaatsvinden) lag destijds in het koninkrijk Württemberg: daar was reeds vanaf 1649 een leerplicht ingevoerd. Tegen de tijd dat daar verder onderzoek werd verricht, bestond er daar dus al langere tijd verplichte scholing.

- Na de Duitse eenwording in 1871 werd er gestreefd naar uniformiteit in wetgeving, inclusief een leerplicht. De invoering van de nationale leerplichtwetgeving gebeurde geleidelijk, met variaties per deelstaat. Tegen het einde van de 19e eeuw was leerplicht in het grootste deel van het nieuwe Duitse Keizerrijk een feit.

Deze invoering van de wettelijke leerplicht zorgde ervoor dat een groter aantal kinderen onderwijs genoot en daarbij systematisch werd onderwezen in lezen en schrijven. Leerproblemen die voorheen niet werden opgemerkt of nauwelijks aandacht kregen, zoals dyslexie, werden hierdoor plotsklaps meer zichtbaar. 
Door de ingevoerde verplichting ontstond ook de nadruk op de noodzaak de oorzaken van deze leerproblemen te begrijpen en aan te pakken, aangezien er ook vanuit de overheid inspecties plaatsvonden naar de kwaliteit van het onderwijs en de behaalde resultaten, wat kan hebben bijgedragen aan de aandacht voor het onderzoek naar en de beschrijving van de problematiek. De invoering van de wettelijke leerplicht, samen met de nadruk op onderwijs in de Duitse standaardtaal en de invoering van onderwijsinspectie speelden een cruciale rol in het bevorderen van nationale eenheid en het verbeteren van de onderwijskwaliteit in het gehele land: dit zorgde ervoor dat leerproblemen, zoals dyslexie, meer zichtbaar werden en systematisch konden worden bestudeerd.

### Ontdekking van de problematiek en het eerste onderzoek door Adolf Kußmaul in 1877
In 1877 besteedde de veelzijdige Duitse arts en onderzoeker Adolf Kußmaul als eerste terloops aandacht aan de betreffende moeilijkheden bij het leren lezen en schrijven, die juist in Duitsland na de eenwording tot het Duitse Keizerrijk in 1871 zouden worden opgemerkt. 
De verklaring hiervoor bestaat uit twee belangrijke factoren: 
- De eerste factor was de voorsprong die Duitsland had bij de invoering van de leerplichtwet (andere landen zouden pas vele jaren later volgen).

- De tweede factor was het streven naar de afschaffing van de eeuwenlang bestaande fragmentatie van Duitsland in vele groteren en kleinere vorstendommen en de uit dat streven voortvloeiende gewenste invoering van een nationale standaardtaal, die aan alle schoolgaande kinderen die vielen onder de nieuw ingevoerde leerplicht diende te worden onderricht. Deze werd opgelegd vanuit een door de centrale overheid welbewust gevoerde politiek om de gewenste nationale eenheid in het land middels regelgeving te bevorderen. Duitsland was immers eeuwenlang een lappendeken geweest van allerlei vorstendommen: ooit zelfs honderden. Uiteindelijk zouden de koninkrijken Pruisen en Beieren de grootsten daarvan worden, terwijl er ook andere uiterste waren in de vorm van kleinere vorstendommetjes en afzonderlijke steden met stadsrechten), waar overal van elkaar allerlei verschillende dialecten en taalvarianten werden gesproken.

Over deze periode van fragmentatie of nationale verdeeldheid wordt in het Duits met name sinds het begin van de 19de eeuw ook wel pejoratief gesproken over de zogeheten Kleinstaaterei. Die verdeeldheid, waarbij zich ook onderlinge rivaliteit en oorlogen voordeden, had het land zo goed al weerloos gemaakt tegenover buitenlandse mogendheden. Daarvan bleek duidelijk toen in 1793 Frankrijk onder Napoleon Bonaparte er met zijn legers binnenviel en de vele staatjes betrekkelijk makkelijk wist te onderwerpen. Onder de Franse overheersing begon het streven de onderlinge verdeeldheid te verkleinen. Ten gevolge van door de Franse bezetters opgelegde reorganisaties was er sprake van nog maar slechts¨ 39 verschillende Duitse vorstendommen. In 1806 zou een aantal zich verenigen in de Rijnbond, in feite een Frans protectoraat. Daarbij zouden zich steeds meer vorstendommen aansluiten. Deze bond zou bestaan tot aan de Slag bij Leipzig in 1813. Daarna zouden vele van de door de Fransen opgelegde maatregelen weer worden teruggedraaid. Desalniettemin was het streven gewekt naar meer nationale eenheid en waren ook nationalistische sentimenten aangewakkerd. Daaruit zou het streven voortvloeien te komen tot een grotere Duitse eenheidsstaat met een centrale overheid en die invoering van een enkele standaardtaal. Daartoe kreeg uiteraard vanuit de centrale overheid juist het onderwijs een essentiële rol toegekend: alle schoolgaande kinderen dienden voortaan een uniforme, voor het gehele land dezelfde taal te leren lezen en spreken. 
Deze achterliggende politiek-sociale ontwikkelingen vormden de achtergrond, die het mogelijk maakte dat de betreffende problematiek bij het leren lezen en schrijven als eerste juist in Duitsland zou worden opgemerkt en onderzocht, als eerste door Adolph Kußmaul.
Kußmaul bediende zich bij zijn aandacht voor de geconstateerde problematiek van de term "Wortblindheit". Dit omdat hij meende dat de problematiek van visuele aard zou zijn. Doordat dit vermeend inzicht in de aard een dwaalspoor zou blijken, wordt in de beschrijving van de geschiedenis van het onderzoek naar dyslexie nog maar zelden of hooguit terloops anekdotisch naar Adolf Kußmaul verwezen. Veel meer gewicht wordt dan toegekend aan het onderzoek van zijn landgenoten Berkjan en Berlin, die in de jaren 80 van de 19e eeuw baanbrekend werk zouden verrichten. Ondanks de onjuistheid van zijn oppervlakkige oordeel omtrent die vermeende visuele aard van de problematiek, komt aan hem wel de verdienste te toe als eerste serieus aandacht te hebben besteed aan de problematiek, die voorheen (door het ontbreken van de twee voornoemde factoren) slechts zelden werd opgemerkt en al helemaal geen onderwerp van wetenschappelijk onderzoek.

### Onderzoek door Oswald Berkhan in 1881
Reeds in 1881 werd de aandoening door de Duitse arts en wetenschapper Oswald Berkhan (1834-1917) voor het eerst beschreven als zogeheten ¨woordblindheid¨, in een wetenschappelijk artikel, dat in zijn sterfjaar 1917 in een vakblad opnieuw zou worden gepubliceerd. De term ¨Wortblindheit¨ was eerder reeds in 1877 gebezigd door de veelzijdige arts en latere onderzoeker Adolf Kußmaul voor de aandoening die thans bekend staat onder de naam legasthenie.
Berkhan was bijzonder begaan met het lot van patiënten in psychiatrische klinieken en de problemen van al dan niet vermeende ¨zwakbegaafden¨. In 1883 introduceerde Berkhan op de basisscholen van Braunschweig logopediecursussen voor stotteraars. In 1889 publiceerde hij uitgebreider over de door hem als eerste beschreven zogenaamde ¨woordblindheid¨ in zijn boek getiteld Ueber Störungen der Sprache und der Schriftsprache - für Ärzte und Lehrer dargestellt. 
Berkhan beschreef dyslexie als "woordblindheid". Volgens zijn beschrijving waren de markante symptomen daarvan onder andere de volgende vijf:
1. Problemen met lezen: Personen met woordblindheid hadden grote moeite met het lezen van tekst: ze konden letters en woorden herkennen, maar hadden problemen met het correct verwerken van geschreven informatie.
2. Moeite met schrijven: Berkhan merkte op dat dezelfde personen ook moeite hadden met schrijven: ze konden letters verkeerd spellen, woorden verkeerd structureren of moeite hebben met het formuleren van hele zinnen.
3. Verwarring van letters: Berkhan viel op dat deze personen vaak op gelijkende letters met elkaar verwarden, zoals b/d, p/q, enz.: deze verwarring maakte het lezen en schrijven voor hen nog moeilijker.
4. Overslaan van woorden of letters: bij het lezen sloegen de onderzochte personen soms woorden over of lazen ze woorden niet correct, wat het begrijpen van de tekst bemoeilijkte.
5. Langzame leessnelheid: de onderzochte personen lazen traag en met veel moeite, wat opmerkelijk contrasteerde met hun vaak normale intelligentie op andere gebieden.

Berkhan was een pionier in het beschrijven van deze symptomen en legde hiermee de basis voor het begrip van dyslexie als een specifieke leerstoornis waarover hij dit met klem benadrukte  om misverstanden te ontzenuwen: de door de onderzochte personen ondervonden moeilijkheden stonden geheel los van hun algemene intelligentie.
Berkhan beschreef "woordblindheid" voornamelijk in algemene termen: zijn observaties waren gericht op de moeilijkheden die patiënten ondervonden bij het lezen en schrijven, maar gedetailleerde casestudies met specifieke voorbeelden van woorden zijn niet goed gedocumenteerd in de beschikbare literatuur. Het werk van Berkhan richtte zich meer op de algemene aard van de lees- en schrijfproblemen en de bredere implicaties voor de betrokken patiënten.
Berkhans ruime belangstelling betrof trouwens evengoed meer zeldzame deviaties aan de andere zijde van het spectrum, dat wil zeggen kinderen die opzien baarden en als zogenaamd ¨wonderkind¨ werden bestempeld, doordat zij daarentegen juist op wonderbaarlijk vroege leeftijd in staat bleken te kunnen lezen. Het onderzoek naar zogenaamde virtuozen, die men rond de eeuwwisseling ook tot psychologisch subject begon te maken, zou eventueel ook meer aan het licht kunnen brengen over de mogelijke oorzaak van wat hij eerder als ¨woordblindheid¨ had betiteld. Daarvoor was inmiddels door en andere onderzoeker het gebruik van de nieuwe term ¨dyslexie¨ voorgesteld (zie hieronder).

### Onderzoek door Rudolf Berlin (1887)
Het was Berkhans landgenoot Rudolf Berlin, die in 1887 voor de beschreven symptomen de thans gangbare term 'dyslexie' formuleerde, die de voorkeur geniet boven de verouderde oorspronkelijke oppervlakkige benaming ¨woordblindheid¨. Deze nieuwe term werd door Berlin bedacht en gebruikt om een door hem bestudeerde patiënt te benoemen: een jongen, die ernstige moeite bleek te hebben met het leren lezen en schrijven, ofschoon hij buiten deze gebieden wel over een normale intelligentie leek te beschikken.
Berlin was beïnvloed door Adolph Kußmaul, hoogleraar geneeskunde in Straatsburg. Het was Kußmaul geweest die in 1877 voor het eerst het soort moeilijkheden identificeerde dat Berlin verder beschreef en ze ¨Wortblindheit¨ (¨woordblindheid¨) noemde: de term die in 1881 was overgenomen door Berkhan. 
Nadat Berlin de term 'dyslexie' had bedacht zouden anderen in de medische wetenschap analoge namen geven aan de aandoeningen die bekend zouden worden als alexie en paralexie. 
Deze termen zijn ontwikkeld als onderdeel van vroege pogingen om de complexe aard van lees- en taalstoornissen te categoriseren en te begrijpen, en dragen bij aan het bredere veld van de neuropsychologie en de studie van dyslexie.
Blijkens de titel van de publicatie van zijn onderzoek Eine besondere Art der Wortblindheit (Dyslexie) zag Berlin dyslexie nog als een specifieke vorm van de eerder door Berkhan algemener beschreven "woordblindheid". Met de nieuwe term wilde hij echter een duidelijker onderscheid maken en analoog aan de reeds bestaande gelijkende termen alexie en paralexie de complexiteit van de aandoening beter weergeven.
Berlin vond de term "woordblindheid" niet geheel correct omdat het suggereerde dat de stoornis uitsluitend betrekking had op visuele problemen met woorden, terwijl dyslexie een breder scala aan symptomen omvatte die verband hielden met de taalverwerking. De gronden die Berlin daarvoor aanvoerde, waren gebaseerd op zijn waarnemingen en onderzoek naar de cognitieve processen die betrokken zijn bij lezen en schrijven. Hij merkte op dat dyslexie meer te maken had met neurologische en taalverwerkingsproblemen dan met enkel visuele problemen.
De nieuwe term "dyslexie" bedacht Berlin om de complexiteit en de specifieke kenmerken van de aandoening beter te beschrijven, zoals hij die had waargenomen.
Hoewel Berlin de term "dyslexie" introduceerde en de aandoening specifieker omschreef dan Berkhan, bevatte zijn publicatie over zijn onderzoek geen gedetailleerde voorbeelden van de moeite die de onderzochte jongen had met bepaalde woorden. Berlin richtte zich meer op de algemene symptomen en de neurologische en cognitieve aspecten van dyslexie.

### Onderzoek in Groot-Brittannië
In Groot-Brittannië onderzochten eveneens meerdere artsen dezelfde problematiek, die daar ook was opgemerkt, onder wie de oogarts James Hinshelwood, James Kerr, een gemeentelijk medisch ambtenaar en William Pringle Morgan, een
huisarts. Deze drie richtten zich niet alleen op woordblindheid als geïsoleerd symptoom, zoals Kußmaul eerst had gedaan, maar verruimden de beschrijving van de aandoening om ook kinderen te omvatten.
W. Pringle Morgan schreef in 1897 dat de problematiek niet van visuele aard kon zijn, doch een onbekende een neurologische oorzaak moest hebben. 
De rapporten van Pringle Morgan en Hinshelwood over kinderen met woordblindheid zijn van cruciaal belang
het begrijpen van de latere geschiedenis van dyslexie. Die van Pringle Morgan is misschien wel de bekendste
deels omdat hij zijn verhaal menselijker maakte door de naam van zijn patiënt te noemen: Percy F. – een welopgegroeide jongen van 14 jaar – was de oudste zoon van intelligente ouders, het tweede kind van een gezin van zeven. Hij was altijd een slimme en intelligente jongen geweest, snel in spelletjes, maar op geen enkele manier inferieur aan anderen van zijn leeftijd. Zijn grootste moeilijkheid bleek echter het leren lezen. 
Pringle Morgans beschrijving van deze jongen Percy was vrijwel identiek aan die van een kind dat Hinshelwood noemt in zijn eerste artikel over aangeboren woordblindheid ‘Case 2’: ¨Een jongen van 10 jaar werd op 8 januari 1900 door zijn vader bij mij gebracht wegens zijn grote moeite met leren lezen. De jongen zat al drie jaar op school en kon met elk onderwerp overweg, behalve lezen. Hij was blijkbaar een slimme en in elk opzicht een intelligente jongen. De moeilijkheden bij het leren lezen waren niet te wijten aan enige vermindering van de gezichtsscherpte, maar aan een of ander aangeboren tekort aan visueel geheugen voor woorden.¨
In de jaren zestig trok dyslexie opnieuw de aandacht van Britse onderzoekers. Door de verschuiving naar theorieën over cognitieve ontwikkeling, traden nu psychologen naar de voorgrond.  In 1962 werd in Bloomsbury het Word Blind Centre geopend, opgericht door de Invalid Children’s Aid Association onder leiding van Dr. Alfred White Franklin.

### Onderzoek in de Verenigde Staten
Na de Eerste Wereldoorlog breidde het onderzoek naar dyslexie zich uit in de VS, vooral rond één onderzoeker die zich er vele jaren toegewijd mee bezighield: Samuel Torrey Orton, een neuropatholoog aan de State University of Iowa, die voor het onderzoek naar dyslexie de Orton Society oprichtte, die thans onder de naam International Dyslexia Association (IDA) geldt de oudste organisatie die zich bezighoudt met de studie en behandeling van en ook voorlichting over dyslexie.
Orton presenteerde zijn eerste artikel over de problematiek tijdens de jaarlijkse bijeenkomst in 1925 van de American Neurological Association in Washington, DC. Dit zou een klassieke verhandeling worden over het onderwerp, waarin Orton verwees naar het originele werk van de Duitser Kußmaul en de Britten Morgan en Hinshelwood, maar trok verschillende conclusies op basis van zijn eigen casestudies en klinische observaties. Hij betwistte het uitgangspunt dat de wortels van leesproblemen moesten worden gezocht in de gyrus (hersenwindingen) en bracht zijn eigen theorie naar voren, die leesstoornissen toeschreef aan een plaatselijk zwakkere hersencapaciteit
Hoewel deze theorie van Orton over cerebrale dominantie onjuist bleek, bleek het de sleutel tot een verandering in de discussie over de etiologie (oorzaak, ontstaansgeschiedenis) van dyslexie in de richting van theorieën over cognitieve ontwikkeling. Hij werd oprichter van de Orton Society
Na zijn overlijden in 1949 werd de Orton Society geformaliseerd door zijn weduwe en ging sindsdien verder als de International Dyslexia Association.
Orton was een Amerikaanse neuroloog en patholoog die een grote rol speelde in het begrip en de behandeling van dyslexie in de jaren 1920 en 1930. Hij wordt vaak beschouwd als een pionier op het gebied van het moderne onderzoek naar leesstoornissen.
Orton werd geboren op 15 oktober 1879 in Sumner, Iowa. Hij studeerde aan de Harvard University en behaalde zijn medische graad aan de University of Pennsylvania. Orton had een brede interesse in de relatie tussen hersenfunctie en gedrag, wat hem uiteindelijk bracht tot het bestuderen van lees- en taalstoornissen, waarover hij meerdere belangrijke publicaties produceerde. Enkele van zijn invloedrijke werken zijn:
- "Reading, Writing, and Speech Problems in Children" (1937): Dit boek is een verzameling van zijn onderzoek en bevindingen over lees- en schrijfproblemen bij kinderen.
- "Word-blindness in school children" (1925): Dit artikel, gepubliceerd in het tijdschrift Archives of Neurology and Psychiatry, beschreef zijn observaties en theorieën over dyslexie.

Orton kwam tot het inzicht dat dyslexie een taalverwerkingsstoornis is door uitgebreid klinisch werk en onderzoek. Hij observeerde daarbij vele kinderen met leesproblemen en merkte op dat deze problemen niet consistent waren met visuele beperkingen. Veel van deze kinderen hadden een normale of zelfs bovengemiddelde intelligentie en geen problemen met hun gezichtsvermogen.
Tevens bestudeerde hij de neurologische basis van taal en ontdekte dat leesproblemen vaak voorkwamen bij kinderen die overigens normale neurologische functies hadden. Dit suggereerde dat de oorzaak van dyslexie niet lag in visuele problemen, maar in de manier waarop de hersenen taal verwerkten.
Orton was degene die het inzicht introduceerde dat dyslexie te maken moet hebben met de fonologische verwerking van taal. Hij stelde dat kinderen met dyslexie moeite hadden met het koppelen van letters aan hun bijbehorende klanken, een eigenschap die essentieel is voor het leren lezen en schrijven.
Orton werkte samen met leraren, logopedisten en psychologen om interdisciplinair effectieve behandelingsmethoden te ontwikkelen. Hij introduceerde technieken zoals de Orton-Gillingham methode, die zich richt op gestructureerde, multisensorische instructie om leesvaardigheden te verbeteren.
Ortons werk legde de basis voor het moderne begrip van dyslexie als een taalverwerkingsstoornis. Zijn bevindingen en methoden worden thans nog steeds gebruikt in de diagnose en behandeling van dyslexie. Dankzij zijn pionierswerk is er nu een veel breder begrip van de oorzaken en behandelingsmogelijkheden van dyslexie, wat heeft geleid tot betere ondersteuning en educatie voor mensen met deze aandoening.